# إيزابيل ريفاس
إيزابيل ريفاس هي ممثلة فلبينية، ولدت في 21 ديسمبر 1961 في مانيلا في الفلبين.

## وصلات خارجية
- إيزابيل ريفاس على موقع IMDb (الإنجليزية)
- إيزابيل ريفاس على موقع قاعدة بيانات الفيلم (الإنجليزية)